# Храм Успења Пресвете Богородице у Стрелцу
Храм Успења Пресвете Богородице у Стрелцу изграђен 1838. године једaн је од верских објеката Српске православане цркве у Епархији нишкој, под надзором архијерејског намесника са седиштем у Белој Паланци.
При овом храму од 1838. до 1879. године постојала је и школа која је омогућила да лужнички округ постане главни српски црквено-просветни центар у Отоманском царству. Школа је за непуних шездесет година свог постојања променила четири учитеља, која су образовала 72 свештеника.

## Историја
Одмах по постављењу проте Раденка Гмитровића у селу Стрелац почела је изградња цркве, чију градњу ни Османлије нису ометале. Храм је у потпуности завршен 1838. године.
На порталу изнад улазних врата записано је:
Овај божанствени и свештени храм исписа се 1838. године, за време попа Раденка, сина Гмитова.

### Црквена школа
Исте године када и црква, у црквеној порти сазидана је мала кућа покривена сламом у којој је основана школа. Децу из Стрелца и околине учио је у периоду од 1838. до 1843. године свештеник Раденко Гмитровић. Школа је 1843. добила још једног учитеља на иницијативу свештеника Раденка. Био је то учитељ Јован из Лесковца, по занимању конопчар, који је у Стрелац дошао да ради као надничар. Како је био писмен, постављен је за учитеља. Када је Јован 1846. године рукоположен за свештеника, напустио је Стрелац и постао парох у селу Љуберађа. На његово место, свештеник Раденко довео је новог учитеља Миленка Поповића, сина свештеника из села Големо Боњинце. У школи је учитељевао шест месеци, да би након тога наследио свог оца у парохији у селу Големо Боњинце. Након Миленка Поповића, учитељ је био Ђорђе Николић из Ниша. Ђорђе је учитељевао три године, до 1849, када је постао свештеник у Нишу, са парохијом у селу Међурово. Од краја 1849. до почетка 1857. године, једини учитељ поново је био свештеник Раденко Гмитровић. На Богојављање 1857. године у школи почиње да предаје Раденков син Глигорије Поповић, који ће свог оца наследити у стрелачкој парохији. Он је касније постављен за пароха љуберађског.
Нова школска зграда од чврстог материјала подигнута је око 1845. године. Постојала је све до друге половине 20. века.
У посном триоду, који садржи молитвословља припремних недеља за Велики пост, молитвословља самог Великог поста и молитвословља Велике седмице, из Цркве Светог пророка Илије у селу Љуберађа налазе се имена 72 ученика стрелачке школе који су постали свештеници широм нишке и нишавске митрополије. Последњи свештеник који се школовао у овом здању био је прота Светислав Жујовић (1863-1943), парох бабушнички.

## Изглед
Храм Успења Пресвете Богородице у Стрелцу по свом архитектонском изгледу једноставна је грађевина са апсидом, отвореном припратом и кровом на две воде. Црква је живописана и у потпуности завршена 1838. године.
У порти цркве налази се гробље са неколико урушених надгробних споменика.
После обнове крова, фасаде, пода и трема цркве изграђен је дренажни систем. Тиме је превазиђен проблем влаге (који се уочава на фотографији храма). Црква је такође омалтерисана и окречена споља и унутра након што су обијани влажни делови старог малтера. Након обнове црква је добила изглед приближно идентичан старом здању из 1838. године.